# Уиппл, Сэм
Сэм Уиппл (англ. Sam Whipple) — американский актёр.

## Биография и карьера
В 1981 году, в начале своей карьере, снимался в одной из ведущих ролей в недолго просуществовавшем сериале «Open All Night».
Уиппл играл второстепенные роли в фильмах «Дорз», «Пустоголовые», «Скала» и других, играл в многих телевизионных сериалах, наиболее известной его работой на телевидении является роль в сериале «Семь дней». Также выступал в театральных постановках.
Умер 3 июня 2002 года в возрасте 41 года в Лос-Анджелесе от рака. После смерти был кремирован, прах передан семье.

## Фильмография
| Год       |    | Русское название                    | Оригинальное название               | Роль                     |
| --------- | -- | ----------------------------------- | ----------------------------------- | ------------------------ |
| 1981—1982 | с  |                                     | Open All Night                      | Терри Хоффмейстер        |
| 1982      | ф  | Джекилл и Хайд... Снова вместе      | Jekyll and Hyde... Together Again   | менеджер                 |
| 1984      | ф  | Это — Spinal Tap                    | This Is Spinal Tap                  | звукоинженер             |
| 1984      | с  | Семейные узы                        | Family Ties                         | Джек Дрисколл            |
| 1985      | с  | Блюз Хилл-стрит                     | Hill Street Blues                   | жертва нападения медведя |
| 1985      | с  | Детективное агентство «Лунный свет» | Moonlighting                        | любовник                 |
| 1986      | ф  | Блу-сити                            | Blue City                           | тюремный надзиратель     |
| 1986—1987 | с  | Альф                                | ALF                                 | Сэм                      |
| 1987      | с  | Закон Лос-Анджелеса                 | L.A. Law                            | доктор Артур Саксон      |
| 1987      | с  | Факты из жизни                      | The Facts of Life                   | Стэн                     |
| 1988      | с  | Пульс                               | Throb                               | терапевт                 |
| 1990      | тф | Возвращение в Ривердэйл             | Archie: To Riverdale and Back Again | Джагхед Джонс            |
| 1991      | ф  | Дорз                                | The Doors                           | продюсер Эда Салливана   |
| 1993      | с  | Сёстры                              | Sisters                             | бухгалтер                |
| 1993      | тф | Спасательный модуль                 | Lifepod                             | Рилло                    |
| 1994      | с  | Космические спасатели               | Space Rangers                       | Лоусон                   |
| 1994      | ф  | Пустоголовые                        | Airheads                            | личный помощник          |
| 1994      | с  | Грейс в огне                        | Grace Under Fire                    | Боб                      |
| 1995      | с  | Большой ремонт                      | Home Improvement                    | Ашер                     |
| 1996      | ф  | Большой белый обман                 | The Great White Hype                | Арти                     |
| 1996      | ф  | Скала                               | The Rock                            | Ларри Хендерсон          |
| 1996      | с  | Тёмные небеса                       | Dark Skies                          | Джей Аллен Хайнек        |
| 1997      | с  | Притворщик                          | The Pretender                       | Шелдон Фейн              |
| 1998      | с  | Полиция Нью-Йорка                   | NYPD Blue                           | Вилли                    |
| 1998      | с  | Сайнфелд                            | Seinfeld                            | парень у телефона #1     |
| 1998—2000 | с  | Семь дней                           | Seven Days                          | доктор Джон Баллард      |
| 2002      | с  | Охотники за нечистью                | Special Unit 2                      | Уилл                     |